# Mūsáābād-e Soflá
Mūsáābād-e Soflá (persiska: موسَىابادِ سُفلَى, موسى آباد سفلى) är en ort i Iran.   Den ligger i provinsen Lorestan, i den västra delen av landet, 500 km sydväst om huvudstaden Teheran. Mūsáābād-e Soflá ligger 1 087 meter över havet och antalet invånare är 492.
Terrängen runt Mūsáābād-e Soflá är varierad. Runt Mūsáābād-e Soflá är det ganska glesbefolkat, med 50 invånare per kvadratkilometer. Närmaste större samhälle är Darreh Shahr, 19,4 km söder om Mūsáābād-e Soflá. Omgivningarna runt Mūsáābād-e Soflá är i huvudsak ett öppet busklandskap.